# Borrby församling
Borrby församling var en församling i Lunds stift och i Simrishamns kommun. Församlingen uppgick 2000 i Borrby-Östra Hoby församling.

## Administrativ historik
Församlingen har medeltida ursprung. 
Församlingen utgjorde till 1962 ett eget pastorat för att därefter till 2000 vara moderförsamling i pastoratet Borrby och Östra Hoby. Församlingen uppgick 2000 i Borrby-Östra Hoby församling.

## Kyrkor
- Borrby kyrka